# Fejgerinchúrosok

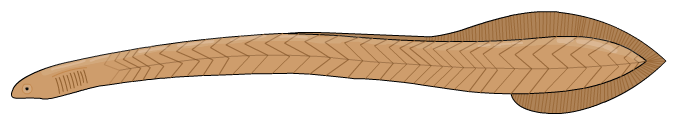
Metaspriggina walcotti

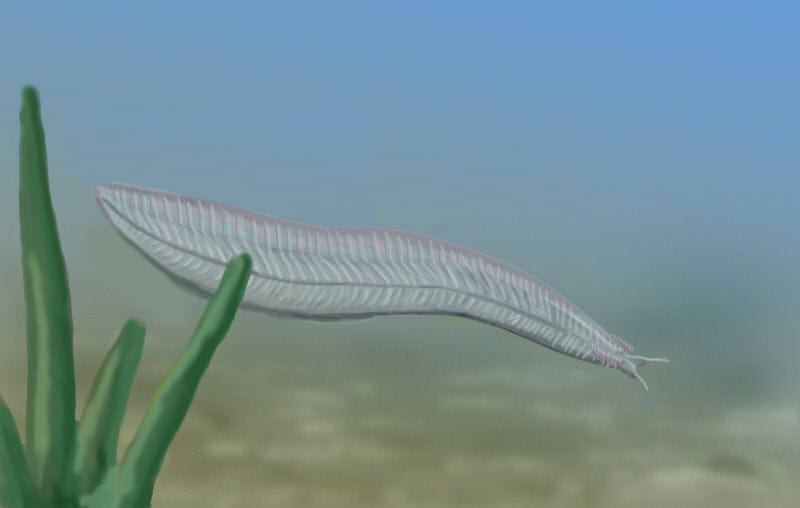
Pikaia gracilens

A fejgerinchúrosok (Cephalochordata)  tengeri állatok, a  gerinchúrosok (Chordata) törzsének egyik altörzsét alkotják.
Nagy részük kihalt, ma élő egyedüli képviselőik a lándzsahalak (Amphioxiformes) rendjébe tartoznak.
Váltivarúak.

## Evolúció
Az előgerinchúrosoktól származnak.
Evolúciós újításaik:
- Gerinchúrjuk a feji végtől a farki végig húzódik,  specializálódott izomsejtekből épül   fel, így a gerincesekkel ellentétben porc- vagy csontelemeik nincsenek.
- Gerinchúrjuk egész életükben megmarad.
- Gerinchúrjukhoz harántcsíkolt izmok tapadnak, ez magyarázza kígyózó mozgásukat.

A fejgerinchúrosok és a gerincesek fejlődése nagyjából 700 millió évvel ezelőtt vált el egymástól.

## Anatómia
Fejük és koponyájuk nincs, a szájnyílásuk környékén tapogatók vannak.
Idegrendszerük csőidegrendszer, agyuk morfológiailag nem különül el részekre de genetikai tekintetben a három rész elválasztható.
Nincs izmos szívük, de keringésük majdnem zárt, már hajszálerek is részt vesznek benne, de még nem képeznek zárt csőrendszert.
Három szakaszos bélcsatornával rendelkeznek: előbél, középbél, utóbél.
Kiválasztásuk elővesével történik.

## Életmód
Többnyire helytülők, de páratlan úszójuknak köszönhetően mindkét irányban jól tudnak úszni.
Passzív táplálkozásúak: a hasoldali szájukon beáramló vízből szűrögetnek, amely a kopoltyúréseken távozik.

## Rendszerezés
- † Metaspriggina Briggs et al., 1994 
  - † Metaspriggina walcotti Simonetta & Insom, 1993
- † Pikaia Conway Morris & Whittington, 1979 
  - † Pikaia gracilens Walcott, 1911 – kambriumi fosszília
- † Cathaymyrus
  - † Cathaymyrus diadexus Shu, Conway Morris & Zhang, 1996 – kambriumi fosszília
  - † Cathaymyrus haikoensis Luo & Hu, 2001 – kambriumi fosszília
- † Paleobranchiostoma
  - † Paleobranchiostoma hamatotergum (Oelofsen & Loock, 1981)
- Csőszívűek (Leptocardii) osztálya
  - Lándzsahalak (Amphioxiformes) rendje